# Brasilien (Scheinanlage)
Brasilien war der Tarnname einer Attrappe des Stuttgarter Hauptbahnhofs und seines Gleisvorfeldes, die als Scheinanlage von 1940 bis 1943 in der Nähe von Lauffen am Neckar alliierte Luftangriffe auf sich ziehen sollte.

## Beschreibung
Die Anlage lag im Großen Feld, Gewann Weidenbusch, zwischen Lauffen am Neckar, Nordheim, Nordhausen und Hausen an der Zaber, in Luftlinie etwa 35 km nördlich des eigentlichen Angriffsziels. Diese Lage erschien durch die Ähnlichkeit der Flussschlinge zwischen Lauffen und Nordheim mit der Cannstatter Neckarschlinge geeignet. Die Heeres-Flakabteilung Ludwigsburg errichtete die Konstruktion bis November 1940 und übergab die weiteren Arbeiten dem Böblinger Baukommando der Luftwaffe. Bauern benötigten einen besonderen Ausweis, um weiterhin auf ihre Felder zu gelangen.
Ein Bauwerk aus Holz und Backstein imitierte das Bahnhofsgebäude. Lichtmasten erweckten den Eindruck von beleuchteten Gleisanlagen. Künstliche Lichtblitze sollten fahrende Straßenbahnen vortäuschen, Strohmatten umliegende Straßenzüge. Gegen die alliierten Flugzeuge wurden bis zu 50 Flakstellungen und 30 Scheinwerferstände besetzt, die sich bis Brackenheim, Lauffen und an die Spitze des Heuchelbergs erstreckten. Die starke Verteidigung sollte auch den Eindruck erwecken, es handele sich bei der Anlage um ein bedeutsames Ziel.
Von 1940 bis 1942 konnte Brasilien viele Angriffe vom eigentlichen Ziel ablenken. So fielen 1941 in Summe rund 100 Spreng- und 1500 Splitterbomben auf die Felder bei Lauffen. Den letzten Angriff gab es am 6. Mai 1942. Da das Radar den Alliierten später eine genauere Zielführung der Bomber ermöglichte, wurde die Anlage obsolet und Ende 1943 abgebaut. Nach Kriegsende verwendete die lokale Bevölkerung die verbliebenen Steine für Bauzwecke.
Die Stadt Lauffen wurde durch die Nähe zur Scheinanlage häufig Ziel von Luftangriffen: Während des Zweiten Weltkriegs war Lauffen insgesamt 37 teilweise relativ starken Angriffen ausgesetzt, wodurch ein Teil der betroffenen Bevölkerung sich als Bauernopfer zu Gunsten von Stuttgart sah. 1958 bedankte sich der Stuttgarter Oberbürgermeister Arnulf Klett offiziell bei den Lauffener Bürgern.
2021 erinnerte die Künstlergruppe SOUP mit der Installation großer roter Leuchtbuchstaben, die das Wort Brasilien bildeten, auf dem Dach des Stuttgarter Hauptbahnhofs an diese Scheinanlage.